# Biscarto
Il biscarto è uno schema enigmistico che lega tre parole o frasi: le prime due presentano un segmento comune (la stessa lettera o lo stesso gruppo di lettere consecutive si ripete, cioè, identico, in entrambe) mentre la terza risulta dall'unione delle precedenti, una volta scartato da esse tale segmento.
Lo schema può assumere diverse denominazioni:
- biscarto semplice: quando è indifferente la posizione dei segmenti da scartare, purché non si rientri nella definizione di lucchetto o di cerniera;
- biscarto centrale: quando essi si trovano nel mezzo delle rispettive parole e il gioco segue la formula XZX / YZY = XXYY (dove le X e le Y indicano i frammenti restanti delle rispettive parole dopo i due scarti)
- biscarto iniziale: quando si trovano all'inizio e il gioco segue la formula ZX / ZY = XY;
- biscarto finale: quando si trovano alla fine e il gioco segue la formula XZ / YZ = XY.

Gli attributi semplice e centrale del biscarto non sono mai specificati dai giochi che sfruttano questa combinazione.
Il biscarto può essere multiplo (ossia avere più di tre parti), ma ciò ne comporta il cambio di denominazione. Il più frequente scarto multiplo è il triscarto.

## Esempi
- Biscarto (semplice): pavoni / covo = panico
- Biscarto centrale: l'arco / l'ombra = la colomba
- Biscarto iniziale: la claque / l'acrimonia = la querimonia
- Biscarto finale: minio / golfo = minigolf
- Triscarto: crine / arma / torre = cineamatore

## Storia
Come il lucchetto, anche il biscarto fu proposto dall'enigmista Carminetta, nel 1963. Esso è il capostipite (in senso logico se non cronologico) di una famiglia di schemi che comprende il lucchetto, la cerniera e la doppia estrazione, nelle quali la collocazione del segmento comune è fissa e segue regole precise. L'ultima evoluzione del biscarto (1975) è la cernita, che però unisce una logica anagrammatica a quella del doppio scarto.